# Associazione Sportiva Bari 1975-1976
Questa pagina raccoglie le informazioni riguardanti l'Associazione Sportiva Bari nelle competizioni ufficiali della stagione 1975-1976.

## Rosa
| N. |                   | Ruolo | Calciatore         |
| -- | ----------------- | ----- | ------------------ |
| -  | Italia (bandiera) | D     | Antonio Ambrosi    |
| -  | Italia (bandiera) | A     | Paolo Bergamo      |
| -  | Italia (bandiera) | D     | Fabio Cazzola      |
| -  | Italia (bandiera) | C     | Gianfranco Comola  |
| -  | Italia (bandiera) | D     | Pierluigi Consonni |
| -  | Italia (bandiera) | C     | Antonio D'Angelo   |
| -  | Italia (bandiera) | P     | Antonino Elefante  |
| -  | Italia (bandiera) | P     | Gino Ferioli       |
| -  | Italia (bandiera) | A     | Italo Florio       |
| -  | Italia (bandiera) | D     | Angelo Frappampina |
| -  | Italia (bandiera) | D     | Aurelio Galli      |

| N. |                   | Ruolo | Calciatore              |
| -- | ----------------- | ----- | ----------------------- |
| -  | Italia (bandiera) | D     | Liborio Liguori         |
| -  | Italia (bandiera) | D     | Attilio Maldera (II)    |
| -  | Italia (bandiera) | C     | Michele Sassanelli      |
| -  | Italia (bandiera) | C     | Pier Paolo Scarrone     |
| -  | Italia (bandiera) | C     | Arcangelo Sciannimanico |
| -  | Italia (bandiera) | C     | Arduino Sigarini        |
| -  | Italia (bandiera) | D     | Vittorio Spimi          |
| -  | Italia (bandiera) | P     | Emmerich Tarabocchia    |
| -  | Italia (bandiera) | A     | Costante Tivelli        |
| -  | Italia (bandiera) | A     | Gaetano Troja           |
| -  | Italia (bandiera) | D     | Vito Zizzariello        |